# 尾瀨

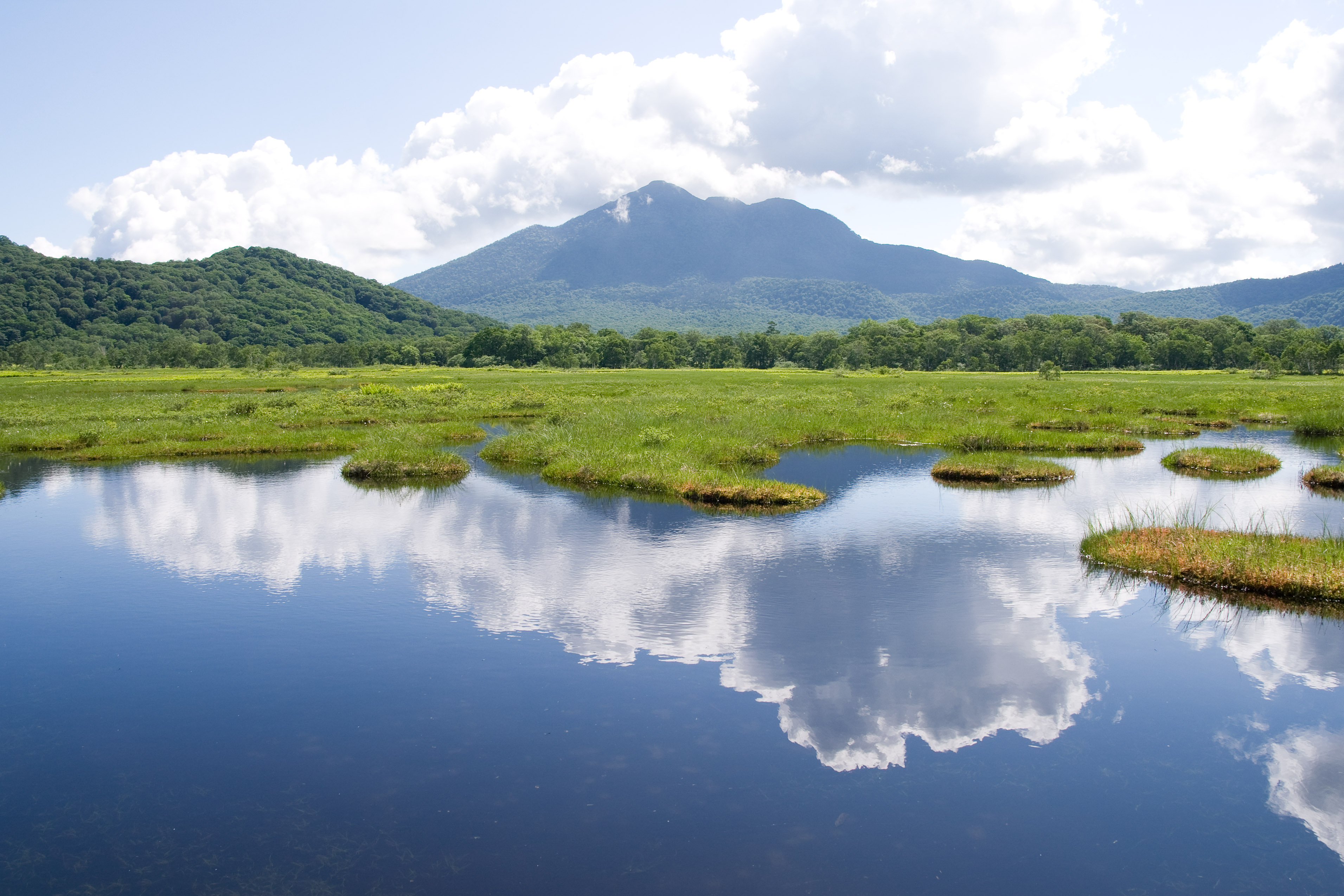
尾瀨原和燧岳

尾瀨（日语：尾瀬，おぜ）是位於日本福島縣（南會津郡檜枝岐村）、新潟縣（魚沼市）、群馬縣（利根郡片品村）三縣交界處高地的一個盆地狀高原，也是阿賀野川水系最大支流只見川的源頭。這一地區的中心尾瀨原形成約一萬年之前。尾瀨被指定為尾瀨國立公園，且被選入日本百景。

## 外部連結
- 尾瀬ヶ原 - 尾瀬檜枝岐温泉観光協会
- 尾瀬からの招待状TOP （页面存档备份，存于） - 東京電力

36°56′13.2″N 139°15′3.68″E / 36.937000°N 139.2510222°E